# Plumeria pudica
A Plumeria pudica (conhecida no Brasil como véu de noiva, buquê de noiva, jasmim do caribe...), é uma espécie de planta nativa da Venezuela e do Panamá. Bem adaptada ao Brasil, floresce o ano inteiro quando ao sol. Pode ser plantada por estaquia ou por sementes. Quando se rega abundantemente ela se desenvolve em formato de taça e cresce até 6 metros. Suas flores geralmente ficam na copa, onde a planta recebe mais sol. Seus galhos quebram com muita facilidade (até com chuva) e forma uma cerca esplendorosa. Em vasos tem uma folhagem intensa e brilhante de um verde muito escuro.

## Galeria
- Commons
- Wikispecies

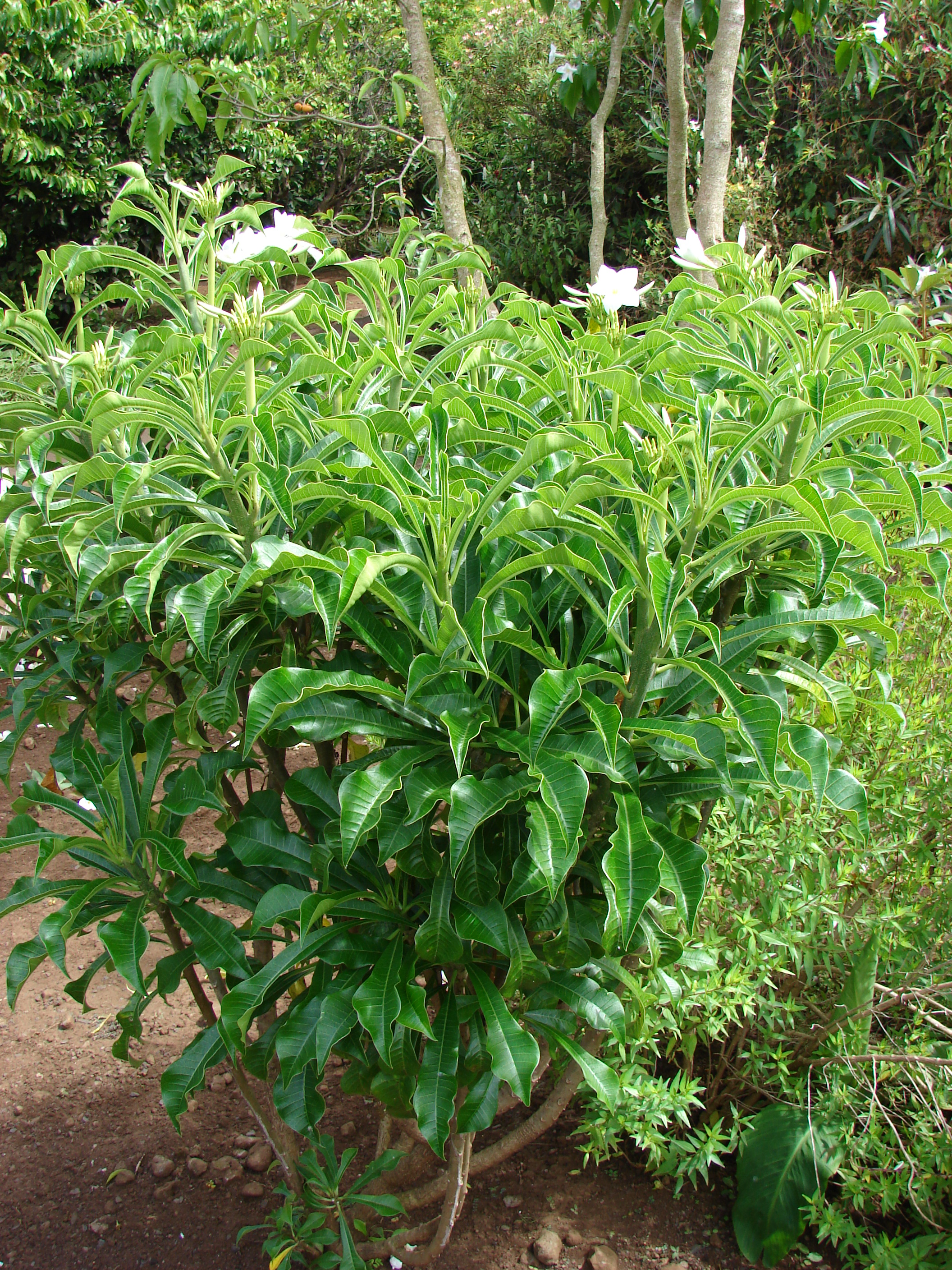
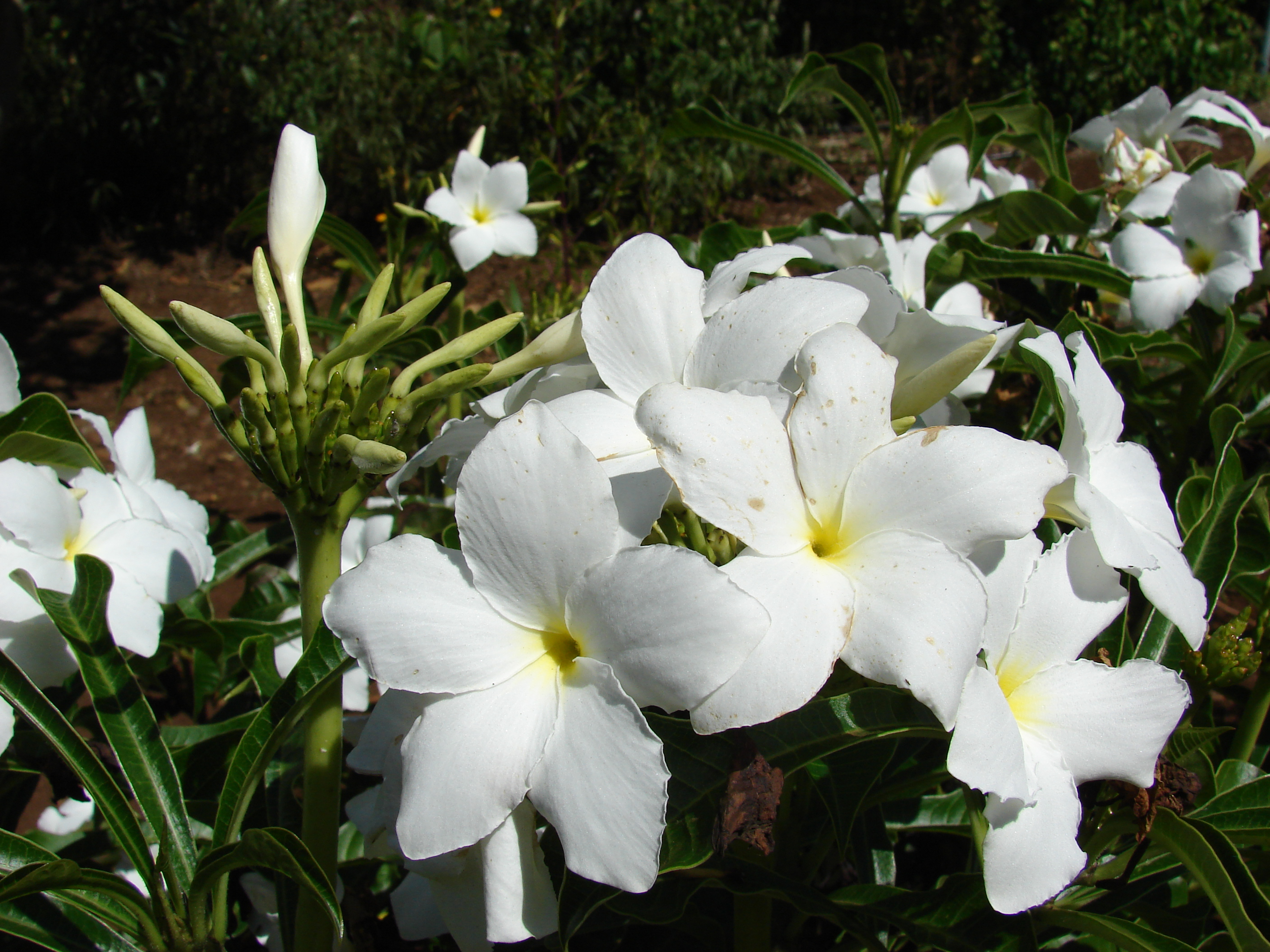
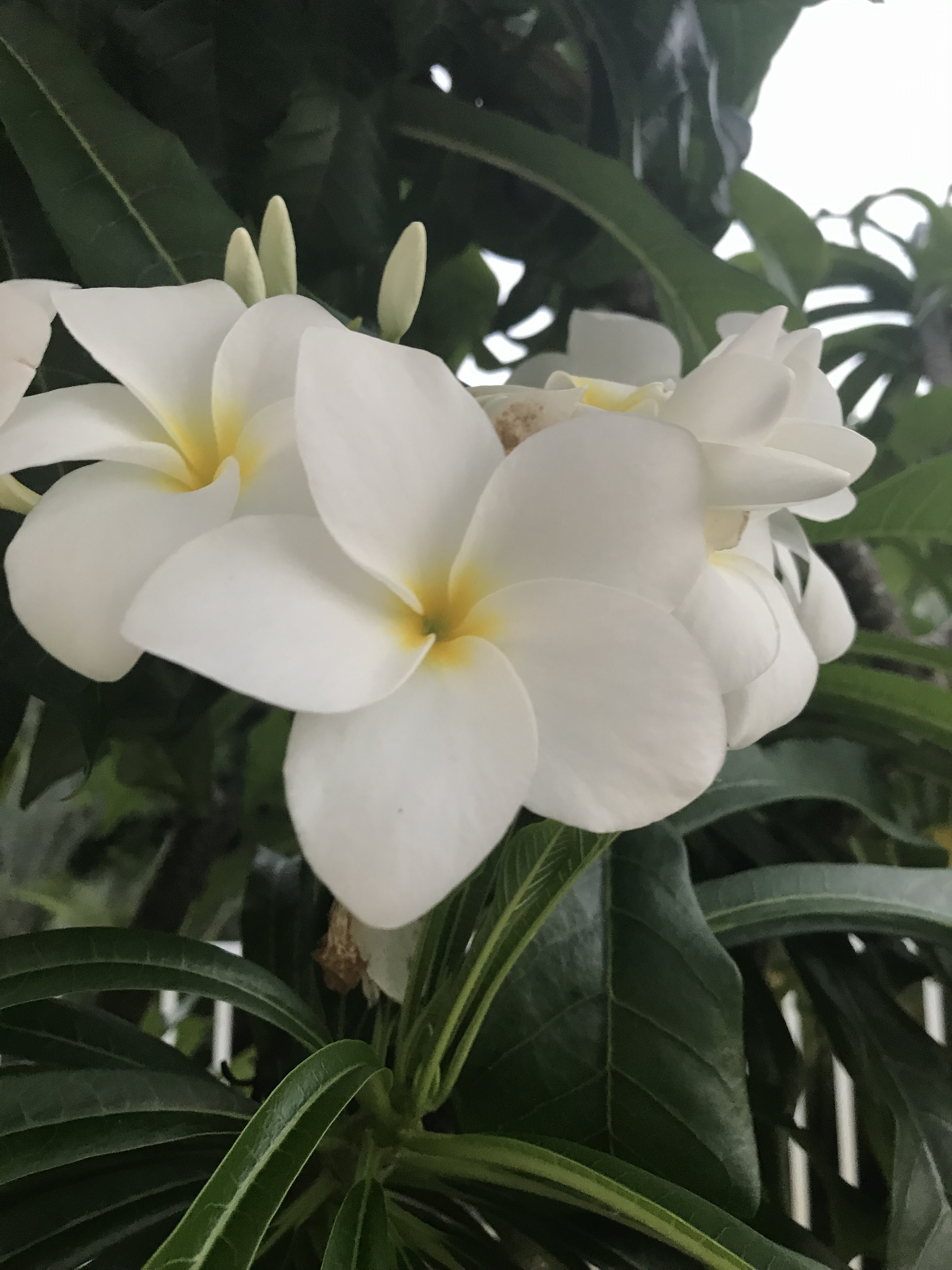
Plumeria pudica, Brasil